# عبد الرحمن الزهراني
عبد الرحمن حسن الزهراني، لاعب كرة قدم سعودي، يلعب في نادي البكيرية معار من النادي الأهلي.